# (29421) 1997 AV18
1997 أي في 18 (ويعرف أيضًا باسم (29421) 1997 أي في 18 وفق تسمية الكوكب الصغير) (بالإنجليزية: 1997 AV18)‏ هو كويكب ضمن حزام الكويكبات؛ وترتيبه 29421 من حيث الاكتشاف.
اكتُشف هذا الجُرم الفلكي بواسطة ناوتو ساتو في 9 يناير 1997.

## وصلات خارجية
- (29421) 1997 AV18 في قاعدة بيانات مختبر الدفع النفاث لأجرام النظام الشمسي الصغيرة

- الاكتشاف · مخطط المدار ·  العناصر المدارية · المعلمات المادية

- (29421) 1997 AV18 على موقع ويكي سكاي: DSS2, SDSS, GALEX, IRAS, Hydrogen α, X-Ray, Astrophoto, Sky Map, Articles and images